# Shirley Montag Almon
Shirley Montag Almon (Saxonburg, 6 de febrero de 1935-29 de septiembre de 1975) fue una economista estadounidense conocida por establecer el modelo de retardo de Almon.

## Biografía

### Primeros años
Nació el 6 de febrero de 1935 en Saxonburg, Pensilvania, siendo la mayor de siete hijos de Harold y Dorothea Montag. Se educó en el Goucher College en Baltimore, y luego realizó su doctorado en la Universidad de Harvard (1964). Un elemento central de su doctorado se publicó en Econometrica (1965) e introdujo la ahora famosa técnica para estimar rezagos distribuidos.

### Carrera
Trabajó en la Oficina de la Mujer, la Oficina Nacional de Investigación Económica, el Banco de la Reserva Federal de San Francisco, la Junta de la Reserva Federal y tanto en Wesley College como en la Universidad de Harvard. Su puesto más destacado fue su nombramiento como miembro del personal del Consejo de Asesores Económicos del Presidente en 1966.

### Vida personal
Se casó con Clopper Almon Jr. el 14 de junio de 1958. Le diagnosticaron un tumor cerebral en diciembre de 1967 después de cuatro años de diversos síntomas, y murió el 29 de septiembre de 1975 en College Park, Maryland.

## Publicaciones seleccionadas
- Almon, Shirley (1965). «The distributed lag between capital appropriations and expenditures». Econometrica 33 (1): 178-196. doi:10.2307/1911894.
- Almon, Shirley (1968). «Lags between investment decisions and their causes». Review of Economics and Statistics 50 (2): 193-206. doi:10.2307/1926195.